# Rompo

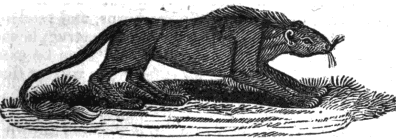

Rompo egy mitológiai bestia, teste csontvázszerű, feje egy nyúlé, emberi fülekkel. Mellső végtagjai egy borzé, a hátsó végtagok egy medve lábai. Kizárólag emberi tetemekkel táplálkozik, miközben zümmögő hangot hallat. Felbukkan afrikai és indiai történetekben is.